# Atom Trefl Sopot 2013-2014
Questa voce raccoglie le informazioni riguardanti l'Atom Trefl Sopot nelle competizioni ufficiali della stagione 2013-2014.

## Organigramma societario
Area direttiva
- Presidente: Roman Kniter

Area tecnica
- Allenatore: Teunis Buijs

## Rosa
| N° | Nome                 | Ruolo | Data di nascita  | Nazionalità sportiva |
| -- | -------------------- | ----- | ---------------- | -------------------- |
| 1  | Natalia Gajewska     | P     | 24 maggio 1994   | Polonia              |
| 2  | Mariola Barbachowska | L     | 3 luglio 1982    | Polonia              |
| 3  | Charlotte Leys       | S     | 18 marzo 1989    | Belgio               |
| 4  | Izabela Bełcik       | P     | 29 ottobre 1980  | Polonia              |
| 5  | Judith Pietersen     | S/O   | 3 luglio 1989    | Paesi Bassi          |
| 6  | Anna Podolec         | S/O   | 30 ottobre 1985  | Polonia              |
| 7  | Julija Szełuchina    | C     | 30 aprile 1979   | Ucraina              |
| 8  | Zuzanna Efimienko    | C     | 8 agosto 1989    | Polonia              |
| 9  | Kimberly Hill        | S     | 30 novembre 1989 | Stati Uniti          |
| 10 | Brižitka Molnar      | S     | 28 luglio 1985   | Serbia               |
| 11 | Justyna Łukasik      | C     | 27 gennaio 1993  | Polonia              |
| 12 | Magdalena Kuziak     | L     | 2 gennaio 1994   | Polonia              |
| 13 | Bojana Radulović     | P     | 3 gennaio 1984   | Serbia               |
| 16 | Klaudia Kaczorowska  | S     | 20 dicembre 1988 | Polonia              |